# Regnellidium
Regnellidium — рід папоротей родини чотирилисткових (Marsileaceae).
Єдиний живий вид, Regnellidium diphyllum, дволиста водяна папороть, походить із південно-східної Бразилії та прилеглих регіонів Аргентини. Він нагадує своїх родичів з роду Marsilea, але має 2-лопатеві листя (а не 4). Цю папороть іноді вирощують в акваріумах.
У крейдяних відкладеннях на сході Сполучених Штатів Америки було знайдено скам'янілість, віднесену до виду Regnellidium upatoiensis. Назва роду Regnellidium — на честь Андерса Фредріка Регнелла (1807–1884), шведського лікаря та ботаніка. Вперше він був описаний і опублікований в Ark. Bot. Том 3 (випуск 6) на сторінці 2 у 1904 році.